# Sonic Healthcare
Sonic Healthcare est une entreprise médicale australienne, présente en Australie, en Europe et en Amérique du Nord.
1. ↑  Knowledge Graph (graphe de connaissances), consulté le 3 juillet 2020.
2. 1 2  « https://www2.asx.com.au/markets/trade-our-cash-market/directory » (consulté le 18 novembre 2021)